# Salinillas de Bureba
Salinillas de Bureba – gmina w Hiszpanii, w prowincji Burgos, w Kastylii i León, o powierzchni 22,83 km². W 2011 roku gmina liczyła 51 mieszkańców.